# Gower (circonscription du Senedd)
Ne doit pas être confondu avec Gower (circonscription britannique).
Gower est une circonscription dite de comté utilisée selon un mode de scrutin uninominal pour les élections générales du Parlement gallois. Créée en 1999 et modifiée de façon mineure en 2007, elle appartient à la région électorale de South Wales West.
Rebecca Evans, qui siège dans le groupe du Labour, est le membre du Senedd représentant la circonscription depuis l’élection de 2016.

## Membres de l'Assemblée
| Election | Election | Membre        | Parti  | Portrait |
| -------- | -------- | ------------- | ------ | -------- |
|          | 1999     | Edwina Hart   | Labour |          |
|          | 2016     | Rebecca Evans | Labour |          |

## Élections

### Élections dans les années 2010
| Élections de l'Assemblée galloise 2016: Gower |                   |                       |        |      |       |
| Parti                                         | Parti             | Candidat              | Votes  | %    | ±     |
|                                               | Labour            | Rebecca Evans         | 11,982 | 39.7 | −8.4  |
|                                               | Conservateur      | Lyndon Jones          | 10,153 | 33.6 | +3.7  |
|                                               | UKIP              | Colin Beckett         | 3,300  | 10.9 | +10.9 |
|                                               | Plaid Cymru       | Harri Roberts         | 2,982  | 9.9  | −2.3  |
|                                               | Liberal Democrats | Sheila Kingston-Jones | 1,033  | 3.4  | −6.5  |
|                                               | Green             | Abi Cherry-Hamer      | 737    | 2.4  | +2.4  |
| Majorité                                      | Majorité          | Majorité              | 1,829  | 6.1  | -12.1 |
| Participation                                 | Participation     | Participation         | 30,187 | 49.8 | +6.7  |
|                                               | Labour hold       | Labour hold           | Swing  |      |       |

| Élections de l'Assemblée galloise 2011: Gower |                   |                |        |      |       |
| Parti                                         | Parti             | Candidat       | Votes  | %    | ±     |
|                                               | Labour            | Edwina Hart    | 12,866 | 48.1 | +13.9 |
|                                               | Conservateur      | Caroline Jones | 8,002  | 29.9 | +0.1  |
|                                               | Plaid Cymru       | Darren Price   | 3,249  | 12.1 | −6.4  |
|                                               | Liberal Democrats | Peter May      | 2,656  | 9.9  | −0.7  |
| Majorité                                      | Majorité          | Majorité       | 4,864  | 18.2 |       |
| Participation                                 | Participation     | Participation  | 26,773 | 43.1 |       |
|                                               | Labour hold       | Labour hold    | Swing  |      |       |

### Élections dans les années  2000
| Élections de l'Assemblée galloise 2007: Gower |                   |                       |        |      |       |
| Parti                                         | Parti             | Candidat              | Votes  | %    | ±     |
|                                               | Labour            | Edwina Hart           | 9,406  | 34.2 | −9.4  |
|                                               | Conservateur      | Byron Davies          | 8,214  | 29.8 | +10.2 |
|                                               | Plaid Cymru       | Darren Price          | 5,106  | 18.5 | +3.8  |
|                                               | Liberal Democrats | Nicholas J. Tregoning | 2,924  | 10.6 | −1.1  |
|                                               | UKIP              | Alex R. Lewis         | 1,895  | 6.9  | −3.4  |
| Majorité                                      | Majorité          | Majorité              | 1,192  | 4.3  |       |
| Participation                                 | Participation     | Participation         | 27,545 | 44.8 | +5.6  |
|                                               | Labour hold       | Labour hold           | Swing  |      |       |

| Élections de l'Assemblée galloise 2003: Gower |                   |                       |        |      |       |
| Parti                                         | Parti             | Candidat              | Votes  | %    | ±     |
|                                               | Labour            | Edwina Hart           | 10,334 | 43.6 | +8.2  |
|                                               | Conservateur      | Stephen R. James      | 4,646  | 19.6 | +5.5  |
|                                               | Plaid Cymru       | Sian M. Caiach        | 3,502  | 14.8 | −9.2  |
|                                               | Liberal Democrats | Nicholas J. Tregoning | 2,775  | 11.7 | −0.1  |
|                                               | UKIP              | Richard D. Lewis      | 2,444  | 10.3 | N/A   |
| Majorité                                      | Majorité          | Majorité              | 5,688  | 24.0 | +12.6 |
| Participation                                 | Participation     | Participation         | 24,143 | 39.9 | −7.7  |
|                                               | Labour hold       | Labour hold           | Swing  |      |       |

### Élections dans les années  1990
| Élections de l'Assemblée galloise 1999: Gower |                                  |                  |        |      |     |
| Parti                                         | Parti                            | Candidat         | Votes  | %    | ±   |
|                                               | Labour                           | Edwina Hart      | 9,813  | 35.4 | N/A |
|                                               | Plaid Cymru                      | Dyfan Rhys Jones | 6,653  | 24.0 | N/A |
|                                               | Conservateur                     | Aled D. Jones    | 3,912  | 14.1 | N/A |
|                                               | Liberal Democrats                | Howard W. Evans  | 3,260  | 11.8 | N/A |
|                                               | Indépendant                      | Richard D. Lewis | 2,307  | 8.3  | N/A |
|                                               | Indépendant                      | Ioan M. Richard  | 1,755  | 6.3  | N/A |
| Majorité                                      | Majorité                         | Majorité         | 3,160  | 11.4 | N/A |
| Participation                                 | Participation                    | Participation    | 27,700 | 47.5 | N/A |
|                                               | Labour Vainqueur (nouveau siège) |                  |        |      |     |